# Leningrad oblast
För andra betydelser, se Leningrad (olika betydelser).

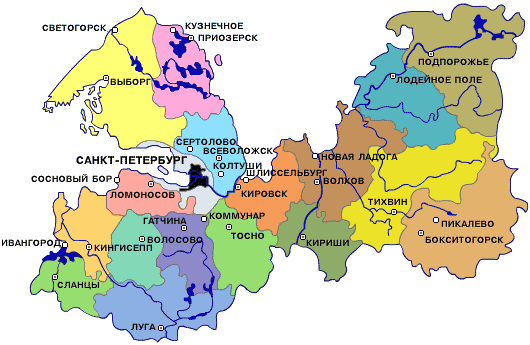
Karta över Leningrad oblast med dess administrativa indelning.

Leningrad oblast (ryska: Ленинградская область, Leningradskaja oblast) är ett oblast (län) i Ryssland. Det omger staden Sankt Petersburg, som också var länets residensstad till 2023 (det året flyttades oblastetts huvudstad till Gattjina), och är döpt efter stadens tidigare namn Leningrad. Själva staden Sankt Petersburg ingår dock inte i Leningrad oblast utan utgör en egen administrativ enhet i form av federal stad. Oblastet är 85 300 km² stort och har cirka 1,7 miljoner invånare. 
I väster gränsar Leningrad oblast till Finland, Finska viken och Estland, i norr till sjön Ladoga och ryska Karelen, i söder till Novgorod oblast och Pskov oblast och i öster till Vologda oblast. Den nordvästligaste delen, med Karelska näset, tillhör historiskt landskapet Karelen, medan den övriga delen av västra Leningrad oblast i huvudsak utgörs av det historiska landskapet Ingermanland. Leningrad oblast motsvarar till sin fulla utsträckning ungefär det förrevolutionära S:t Petersburgs guvernement.
Leningrad oblast skapades den 1 augusti 1927.